# Карризи, Донато
Дона́то Карри́зи (итал. Donato Carrisi; род. 25 марта 1973, Мартина-Франка, Апулия) — итальянский писатель, режиссёр и сценарист. Режиссёрский дебют состоялся в 2017 году с фильмом «Девушка в тумане» по собственному роману. Лауреат премии Давида ди Донателло 2018 года в категории «Лучший режиссёрский дебют». Это было одной из особенностей Фестиваля итальянского кино 2019 года в США, когда итальянские фильмы продвигались в нескольких городах.

## Биография
Живёт между Римом и Миланом, сотрудничает с Corriere della Sera. После обучения в классической средней школе Тито Ливио Ди Мартина Франка, он окончил юридический факультет, написав диссертацию на тему «Монстр Фолиньо», об итальянском серийном убийце Луиджи Кьятти. Интерес к изучению поведения серийных убийц и личная встреча с Кьятти позже вдохновили его на написание своего первого триллера «Подсказчик». 
В 2007 году он получил степень бакалавра в области криминологии и поведенческих наук.
С 2018 года преподаёт курс писательского мастерства в университете IULM.
В 2009 году, в Италии его дебютный роман был удостоен престижной Премии Банкарелла. В течение нескольких недель он был в списке бестселлеров журнала Spiegel в Германии и был переведён более чем на 20 языков, включая иврит и вьетнамский.

## Награды
- 2009 ─ Премия Банкарелла, за роман «Подсказчик» (итал. Il suggeritore)

## Романы
- «Подсказчик» (Мила Васкес-1, Il suggeritore, 2009)
- «Потерянные девушки Рима» (Маркус и Сандра-1, Il tribunale delle anime, 2011)
- «Женщина с бумажными цветами» (La donna dei fiori di carta, 2012)
- «Теория зла» (Мила Васкес-2, L'ipotesi del male, 2013)
- «Охотник за тенью» (Маркус и Сандра-2, Il cacciatore del buio, 2014)
- «Девушка в тумане» (La ragazza nella nebbia, 2015)
- «Маэстро теней» (Маркус и Сандра-3, Il maestro delle ombre, 2016)
- «Девушка в лабиринте» (Мила Васкес-3, L'uomo del labirinto, 2017)
- «Игра подсказчика» (Мила Васкес-4, Il gioco del suggeritore, 2018)
- «Дом голосов» (Пьетро Джербер-1, La casa delle voci, 2019)
- «Я — бездна» (Io sono l'abisso, 2020)
- «Дом без воспоминаний» (Пьетро Джербер-2, La casa senza ricordi, 2021)
- «Дом огней» (Пьетро Джербер-3, La casa delle luci, 2022)
- Eva e la sedia vuota, 2022
- «Воспитание бабочек» (L'educazione delle farfalle, 2023)
- La casa dei silenzi, 2024

## Фильмография
- Девушка в тумане (2017)
- Девушка в лабиринте (2019)
- «Девушка в бездне» (2022)